# Cureșnița, Soroca
Cureșnița este un sat din cadrul comunei Holoșnița din raionul Soroca, Republica Moldova. În perioada interbelică s-a numit General Poetaș. Este baștina compozitorilor Eugen Coca și Alexandru Ranga.

## Istoric
Arheologii au descoperit aici 5 siliști și 2 stațiuni ale omului primitiv. Siliștea Cureșnița-I datează din sec. II-IV in perioada destrămării relațiilor gentilice. Obiectele adunate aici se referă la o cultură arheologică foarte veche. Triburile duceau o viață sedentară, ocupându-se cu agricultura, creșterea animalelor și meșteșugurile (prelucrarea fierului și bronzului, olăritul, prelucrarea pieilor, țesutul. Ei foloseau rale sau pluguri cu vârful de fier. Trăiau in așezări mari, in locuințe la suprafață sau semi bordeie. In comerțul exterior și  interior circulau monedele romane. Din sec. II-IV datează și celelalte siliști. Una se afla pe panta de est a Râpii de la Pod, alta – la 1 km vest de sat pe o pantă, la 50 m de digul unui iaz, alta – lângă viroaga de unde se dobândește piatra ți are dimensiunile de 1000x2000 m, și cea din urmă – la marginea de nord a satului, in valea pârâiașului ce formează două brațe, cuprinzând siliștea și vărsându-se in Nistru.  
La marginea de sud a satului a fost descoperită și cercetată  stațiunea Cureșnița-I, datând din paleoliticul târziu. Dovadă sunt cele peste 2500 de obiecte din cremene, adunate în timpul săpăturilor. Stațiunea Cureșnița-II a fost depistată la 500–600 m nord de Cureșnița-I. Pe terasa Nistrului au fost adunate mai bine de 1000 de obiecte din cremene din paleolitic.

## Demografie

### Structura etnică
Structura etnică a satului conform recensământului populației din 2004:
| Grup etnic         | Populație | % Procentaj |
| ------------------ | --------- | ----------- |
| Moldoveni / Români | 498       | 99,8%       |
| Ucraineni          | 1         | 0,2%        |
| Total              | 499       | 100%        |

## Personalități

### Născuți în Cureșnița
- Eugen Coca (1893–1954), violonist și compozitor sovietic moldovean
- Nicolae Bulat (n. 1952), istoric și director al Muzeul de Istorie și Etnografie din Soroca